# Molophilus (Molophilus) multicurvatus
Molophilus (Molophilus) multicurvatus is een tweevleugelige uit de familie steltmuggen (Limoniidae). De soort komt voor in het Australaziatisch gebied.